# Нерівність Плюннеке — Ружі
Нері́вності Плюннеке — Ружі — класична лема адитивної комбінаторики. Описує обмеження на багаторазові множини сум за відомих обмежень на аналогічні короткі суми. Наприклад, обмеження на {\displaystyle |A+A-B-B|} за відомих обмежень на {\displaystyle |A+B|}.
У доведеннях нерівностей Плюннеке — Ружі зазвичай не використовують структуру спільної множини, якій належать {\displaystyle A} і {\displaystyle B}, а використовують тільки загальні аксіоми групової операції, що робить їх істинними для довільних груп (зокрема, для множин натуральних і дійсних чисел, а також остач від ділення на дане число).
Названі на честь німецького математика H. Plünnecke та угорського математика Імре Ружі.

## Формулювання
Нижче використовуються позначення
{\displaystyle A+B=\left\lbrace {a+b:a\in A,b\in B}\right\rbrace }
{\displaystyle nA=\left\lbrace {a_{1}+\dots +a_{n}:a_{1},\dots ,a_{n}\in A}\right\rbrace }
{\displaystyle -A=\left\lbrace {-a:a\in A}\right\rbrace }

### Для однієї множини
| Нехай {\displaystyle (G,+)} — абелева група, {\displaystyle A\subset G,K\in {\mathbb {R} }}. Тоді з {\displaystyle \|A+A\|\leq K\|A\|} випливає {\displaystyle \|nA-mA\|<K^{n+m}\|A\|} |

### Для двох множин
| Для будь-яких {\displaystyle n_{1},n_{2},n_{3},n_{4}\geq 0} існує {\displaystyle c=c(n_{1},n_{2},n_{3},n_{4})} таке, що якщо {\displaystyle (G,+)} — група, {\displaystyle A,B\subset G,\|A\|=\|B\|>1}, {\displaystyle K\in {\mathbb {R} }} то з {\displaystyle \|A+B\|\leq K\|A\|} випливає {\displaystyle \|n_{1}A+n_{2}A-n_{3}B-n_{4}B\|\leq K^{c}\|A\|} |

### Узагальнення на довільну кількість множин
| Нехай {\displaystyle (G,+)} — абелева група, {\displaystyle X,B_{1},\dots ,B_{k}\subset G}, {\displaystyle \|B_{i}+X\|\leq K_{i}\|X\|,i=1,\dots ,k}. Тоді {\displaystyle \|B_{1}+\dots +B_{k}\|\leq K_{1}\dots K_{k}\|X\|} Тоді існує непорожня підмножина {\displaystyle X'\subset X} така, що {\displaystyle \|X'+B_{1}+\dots +B_{k}\|\leq \alpha _{1}\dots \alpha _{k}\|X_{1}\|} |

## Основні наслідки
Якщо {\displaystyle |A+A|\leq K|A|}, то {\displaystyle |A-A|\leq K|A|}
Якщо {\displaystyle |A-A|\leq K|A|}, то {\displaystyle |A+A|\leq K^{8}|A|}
Отже, якщо для величин {\displaystyle K\in {\mathbb {R} }} і {\displaystyle |A+A|,A\subset {\mathbb {F} }_{p}} відомий порядок зростання при зростанні {\displaystyle p}, то
{\displaystyle |A+A|\leq K^{\Theta (1)}|A|\iff |A-A|\leq K^{\Theta (1)}|A|}

## Застосування
Нерівність Плюннеке — Ружі використовують для доведення теореми сум-добутків